# Championnat de Madagascar de football 2015
Navigation
Saison précédente Saison suivante
La saison 2015 du Championnat de Madagascar de football est la 52e édition de la première division malgache, la THB Champions League. Le championnat se déroule en plusieurs phases consécutives :
- la première phase oppose 24 équipes (une par région, sauf pour la région d'Analamanga, où est située la capitale Antananarivo qui peut engager deux équipes et la province dont est issu le champion en titre, qui a également droit à une formation supplémentaire), en quatre poules de six équipes. Les trois premiers de chaque poule se qualifient pour la suite de la compétition.
- les douze clubs qualifiés sont à nouveau répartis en deux poules de six et s'affrontent une seule fois. Cette fois-ci, seuls les deux premiers se qualifient pour la phase suivante.
- enfin, la Poule des As oppose les quatre formations encore en lice. Elles se rencontrent une seule fois et l'équipe en tête du classement final est sacrée championne de Madagascar.

Le tenant du titre, CNAPS Sport, est issu de la région d'Itasy, qui a donc droit à deux représentants en championnat cette saison.
C’est le double tenant du titre, CNAPS Sport qui remporte à nouveau la compétition cette saison, après avoir terminé en tête de la poule des As, avec sept points d'avance sur le 3FB Toliara et l'Ajesaia. Il s'agit du quatrième titre de champion de Madagascar de l’histoire du club, qui réalise même le doublé en s'imposant en finale de la Coupe de Madagascar face à l'AS Adema.

## Les clubs participants
- Racing Nosy Be (Diana)
- FC Joel (Sava)
- CNAPS Sport (Itasy)
- ASFI EFA (Itasy)
- Iarivo FC (Analamanga)
- Tana Formation Football Club (Analamanga)
- FC Vakinankaratra (Vakinankaratra)
- Ajesaia (Bongolava)
- TAM Port Berger (Sofia)
- ASCUM (Boeny)
- FC Maeva (Betsiboka)
- FC Tonnerre (Melaky)
- HZAM Amparafaravola (Alaotra Mangoro)
- Association Sportive Fortior (Atsinanana)
- ASKAM (Analanjirofo)
- FC Cousin (Amoron'i Mania)
- FC Prescoi (Haute-Matsiatra)
- Tanora Manakara FC (Vatovavy-Fitovinany)
- AS Asafa (Atsimo-Atsinanana)
- AS Comato (Ihorombe)
- FC Tigre (Menabe)
- 3FB Toliara (Atsimo Andrefana)
- FC Clik (Anôsy)
- ECAR Mangarivotra (Androy)

## Compétition
Le barème utilisé pour établir le classement est le suivant :
- Victoire : 3 points
- Match nul : 1 point
- Défaite, forfait ou abandon : 0 point

### Première phase
| Rang | Équipe          | Pts | J | G | N | P | Bp | Bc | Diff |
| ---- | --------------- | --- | - | - | - | - | -- | -- | ---- |
| 1    | CNAPS Sport     | 15  | 5 | 5 | 0 | 0 | 20 | 2  | +18  |
| 2    | FC Joel         | 9   | 5 | 3 | 0 | 2 | 9  | 7  | +2   |
| 3    | ASCUM           | 9   | 5 | 3 | 0 | 2 | 6  | 10 | -4   |
| 4    | TAM Port Berger | 7   | 5 | 2 | 1 | 2 | 13 | 13 | 0    |
| 5    | Racing Nosy Be  | 4   | 5 | 1 | 1 | 3 | 9  | 16 | -7   |
| 6    | FC Maeva        | 0   | 5 | 0 | 0 | 5 | 5  | 14 | -9   |

| Rang | Équipe             | Pts | J | G | N | P | Bp | Bc | Diff |
| ---- | ------------------ | --- | - | - | - | - | -- | -- | ---- |
| 1    | Ajesaia            | 10  | 4 | 3 | 1 | 0 | 17 | 3  | +14  |
| 2    | Tana Formation FC  | 10  | 4 | 3 | 1 | 0 | 16 | 2  | +14  |
| 3    | FC Cousin          | 4   | 4 | 1 | 1 | 2 | 5  | 10 | -5   |
| 4    | ASFI EFA           | 4   | 4 | 1 | 1 | 2 | 4  | 10 | -6   |
| 5    | Tanora Manakara FC | 0   | 4 | 0 | 0 | 4 | 1  | 18 | -17  |
| 6    | FC Tigre forfait   |     |   |   |   |   |    |    |      |

| Rang | Équipe                       | Pts | J | G | N | P | Bp | Bc | Diff |
| ---- | ---------------------------- | --- | - | - | - | - | -- | -- | ---- |
| 1    | Association Sportive Fortior | 8   | 4 | 2 | 2 | 0 | 7  | 1  | +6   |
| 2    | Iarivo FC                    | 8   | 4 | 2 | 2 | 0 | 5  | 0  | +5   |
| 3    | HZAM Amparafaravola          | 8   | 4 | 2 | 2 | 0 | 5  | 2  | +3   |
| 4    | FC Vakinankaratra            | 3   | 4 | 1 | 0 | 3 | 1  | 4  | -3   |
| 5    | ASKAM                        | 0   | 4 | 0 | 0 | 4 | 1  | 12 | -11  |
| 6    | FC Tonnerre forfait          |     |   |   |   |   |    |    |      |

| Rang | Équipe            | Pts | J | G | N | P | Bp | Bc | Diff |
| ---- | ----------------- | --- | - | - | - | - | -- | -- | ---- |
| 1    | AS Comato         | 11  | 5 | 3 | 2 | 0 | 12 | 2  | +10  |
| 2    | FC Prescoi        | 10  | 5 | 3 | 1 | 1 | 13 | 2  | +11  |
| 3    | 3FB Toliara       | 10  | 5 | 3 | 1 | 1 | 7  | 1  | +6   |
| 4    | FC Clik           | 9   | 5 | 3 | 0 | 2 | 10 | 3  | +7   |
| 5    | ECAR Mangarivotra | 3   | 5 | 1 | 0 | 4 | 5  | 10 | -5   |
| 6    | AS Atafa          | 0   | 5 | 0 | 0 | 5 | 2  | 31 | -29  |

### Deuxième phase
| Rang | Équipe      | Pts | J | G | N | P | Bp | Bc | Diff |
| ---- | ----------- | --- | - | - | - | - | -- | -- | ---- |
| 1    | CNAPS Sport | 13  | 5 | 4 | 1 | 0 | 23 | 0  | +23  |
| 2    | Iarivo FC   | 13  | 5 | 4 | 1 | 0 | 13 | 0  | +13  |
| 3    | ASCUM       | 7   | 5 | 2 | 1 | 2 | 9  | 13 | -4   |
| 4    | FC Prescoi  | 5   | 5 | 1 | 2 | 2 | 10 | 14 | -4   |
| 5    | AS Comato   | 4   | 5 | 1 | 1 | 3 | 6  | 11 | -5   |
| 6    | FC Cousin   | 0   | 5 | 0 | 0 | 5 | 3  | 26 | -23  |

| Rang | Équipe                       | Pts | J | G | N | P | Bp | Bc | Diff |
| ---- | ---------------------------- | --- | - | - | - | - | -- | -- | ---- |
| 1    | 3FB Toliara                  | 8   | 5 | 2 | 2 | 1 | 7  | 3  | +4   |
| 2    | Ajesaia                      | 7   | 5 | 2 | 1 | 2 | 5  | 5  | 0    |
| 3    | Tana Formation FC            | 7   | 5 | 2 | 1 | 2 | 5  | 6  | -1   |
| 4    | HZAM Amparafaravola          | 6   | 5 | 1 | 3 | 1 | 2  | 2  | 0    |
| 5    | FC Joel                      | 6   | 5 | 1 | 3 | 1 | 4  | 7  | -3   |
| 6    | Association Sportive Fortior | 5   | 5 | 1 | 2 | 2 | 6  | 6  | 0    |

### Poule des As
| Rang | Équipe          | Pts | J | G | N | P | Bp | Bc | Diff |  | Résultats (▼ dom., ► ext.) | CNA | 3FB | Aje | Iar |
| ---- | --------------- | --- | - | - | - | - | -- | -- | ---- |  | -------------------------- | --- | --- | --- | --- |
| 1    | CNAPS Sport'T'C | 9   | 3 | 3 | 0 | 0 | 8  | 2  | +6   |  | CNAPS Sport'T'C            |     | 2-1 | 2-0 | 4-1 |
| 2    | 3FB Toliara     | 2   | 3 | 0 | 2 | 1 | 3  | 4  | -1   |  | 3FB Toliara                |     |     | 1-1 | 1-1 |
| 3    | Ajesaia         | 2   | 3 | 0 | 2 | 1 | 2  | 4  | -2   |  | Ajesaia                    |     |     |     | 1-1 |
| 4    | Iarivo FC       | 2   | 3 | 0 | 2 | 1 | 3  | 6  | -3   |  | Iarivo FC                  |     |     |     |     |

|  | Qualification pour la Ligue des champions de la CAF 2016 et la Coupe des clubs champions de l'océan Indien 2016 |
|  | T : Tenant du titre C : Vainqueur de la Coupe de Madagascar 2015                                                |

## Bilan de la saison
| Championnat de Madagascar de football 2015                                          |                        |
| Champion                                                                            | CNAPS Sport (4e titre) |
| Coupes et trophées                                                                  |                        |
| Vainqueur de la Coupe de Madagascar 2015                                            | CNAPS Sport            |
| Qualifications continentales                                                        |                        |
| Ligue des champions de la CAF 2016 Coupe des clubs champions de l'océan Indien 2016 | CNAPS Sport            |
| Coupe de la confédération 2016                                                      | AS Adema               |
| Promotions et relégations                                                           |                        |
| Promus en THB Champions League                                                      | Aucun                  |
| Relégués                                                                            | Aucun                  |